# Vojskova
Vojskova je naselje v občini Kozarska Dubica, Bosna in Hercegovina. 

## Deli naselja
Čapnjak, Donje Brdo, Gornje Brdo, Kovačevac, Mala Rakovica, Osmići, Poljari, Rajići, Reljanovića Kosa, Rijeka, Sekulići, Tavan, Vagani in Vojskova.

## Prebivalstvo
| Pregled števila prebivalcev po letih | Pregled števila prebivalcev po letih | Pregled števila prebivalcev po letih | Pregled števila prebivalcev po letih | Pregled števila prebivalcev po letih | Pregled števila prebivalcev po letih |
| ------------------------------------ | ------------------------------------ | ------------------------------------ | ------------------------------------ | ------------------------------------ | ------------------------------------ |
| 1948                                 | 1953                                 | 1961                                 | 1971                                 | 1981                                 | 1991                                 |
| -                                    | -                                    | -                                    | 731                                  | 577                                  | 442                                  |

| Narodna sestava prebivalstva po letih                                                                                      | Narodna sestava prebivalstva po letih                                                                                         | Narodna sestava prebivalstva po letih                                                                                          |
| --- | --- | --- |
| 1971 | 1981 | 1991 |
| . skupaj: 731 Srbi 724 (99,04 %) Hrvati 3 (0,41 %) Muslimani 0 (0,00 %) Jugoslovani 0 (0,00 %) drugi in neznano 4 (0,54 %) | . skupaj: 577 Srbi 465 (80,58 %) Hrvati 2 (0,34 %) Muslimani 0 (0,00 %) Jugoslovani 91 (15,77 %) drugi in neznano 19 (3,29 %) | . skupaj: 442 Srbi 261 (59,04 %) Hrvati 2 (0,45 %) Muslimani 0 (0,00 %) Jugoslovani 11 (2,48 %) drugi in neznano 168 (38,00 %) |